# Нефёдово (Тверская область)
Нефёдово — деревня в Кимрском районе Тверской области России, входит в состав Устиновского сельского поселения.

## География
Деревня находится на берегу реки Малая Пудица в 7 км на юго-запад от центра поселения деревни Устиново и в 37 км на северо-запад от райцентра города Кимры, в 1 км на запад располагается урочище Окатово.

## История
В 1628 году сосуществовала пустошь Нефёдово, принадлежала кашинцу Микифору Матвеевичу Лихачёву. Впервые деревня упоминается в 1851 году при размежевании д. Григорьевское с д. Нефёдово. 3 часть д. Григорьевское с д. Нефёдово отошли к поручику Дмитрию Васильевичу Перхурову . В 1887 селение находится в составе Суворовской волости Корчевского уезда, стоит на правом берегу реки М.Пудицы, 2 колодца, 13 дворов с 29 мужчинами и 31 женщиной. В деревне была водяная мельница о двух поставах . Между д. Нефёдово и д. Никитино находилась кузница. Дети учится в селе Садуново. Позже когда открылась земская школа в д. Григорьевское учились в ней.
В 1794 году в селе Окатово близ деревни была построена каменная Успенская церковь с 2 престолами.
В конце XIX — начале XX века деревня Нефедово и село Окатово входили в состав Суворовской волости Корчевского уезда Тверской губернии.
С 1929 года деревня входила в состав Устиновского сельсовета Кимрского района Кимрского округа Московской области, с 1935 года — в составе Калининской области, с 1994 года — в составе Устиновского сельского округа, с 2005 года — в составе Устиновского сельского поселения.

## Население
| 1859 | 1887 | 2002 | 2010 |
| ---- | ---- | ---- | ---- |
| 28   | ↗60  | ↘4   | ↘1   |

## Достопримечательности
В урочище Окатово близ деревни расположена недейстующая Колокольня церкви Успения Пресвятой Богородицы (1794).